# Carpholite
La carpholite est un silicate de manganèse dont la formule est Mn2+Al2Si2O6(OH)4 avec des traces de Ti, Fe, V, Zn, Mg, Ca, Na et K. Son système cristallin est orthorhombique. La carpholite au sens strict forme un groupe avec la ferrocarpholite, la magnésiocarpholite, la vanadiocarpholite et la potassicarpholite. 

## Découverte et occurrences

### Première occurrence et étymologie
La première description date de 1817 dans le district minier de la ville d'Horní Slavkov en Bohème. Le nom dérive du grec ancien karfos (κάρφος) qui signifie paille, foin en référence à son habitus et à sa couleur. 

### Gîtologie et minéraux associés
La carpholite est généralement trouvée dans des sédiments ayant subi un faible métamorphisme. Elle est généralement associée à de la fluorine, du grenat manganeux, du chloritoïde manganeux ou de la sudoïte. On la trouve sous forme de rosettes ou d'aiguilles de couleur jaune.

### Gisements
République tchèque
- District minier de la ville d'Horní Slavkov, Bohème

 Belgique
- Meuville, massif de Stavelot, Province de Liège[4]

## Minéralogie
La substitution du Mn par le Fe ou le Mg ne semble pas dépasser 50 %. La carpholite ne forme donc pas une série avec ses équivalents ferreux et magnésien. 